# Ivoren van Genoelselderen

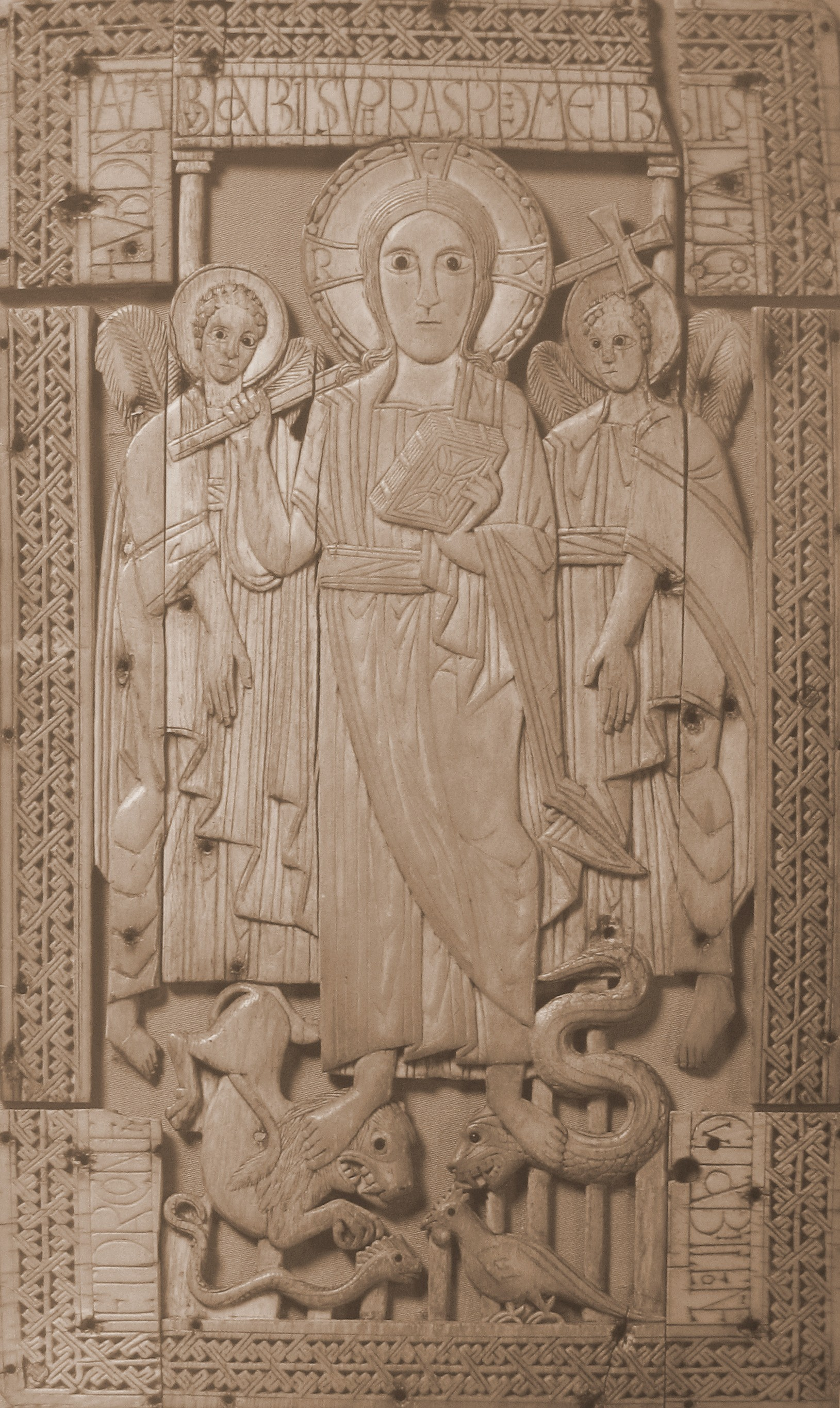
Linkerpaneel met de triomferende Christus die de beesten vertrapt.

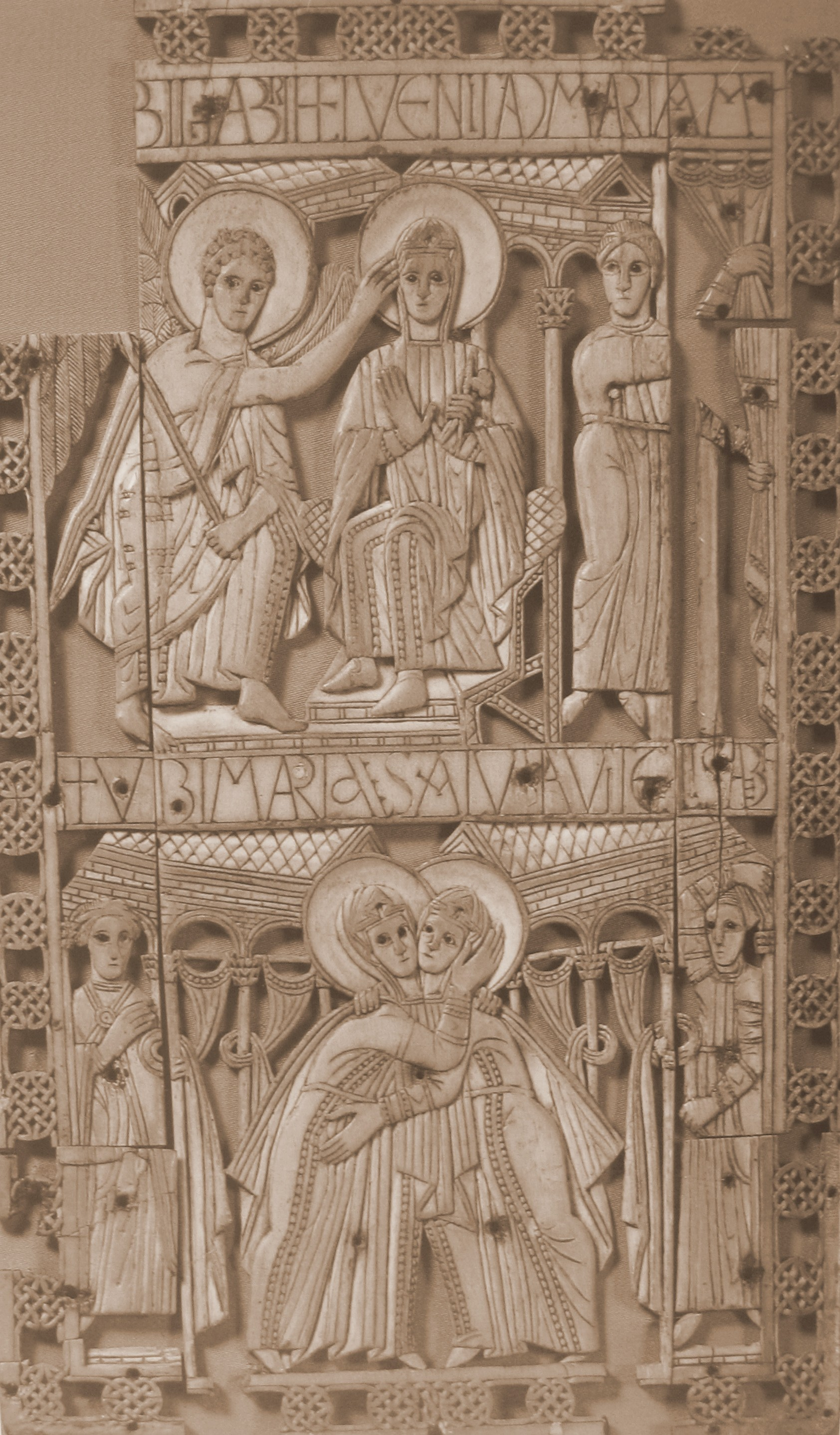
Rechterpaneel met de annunciatie en de visitatie

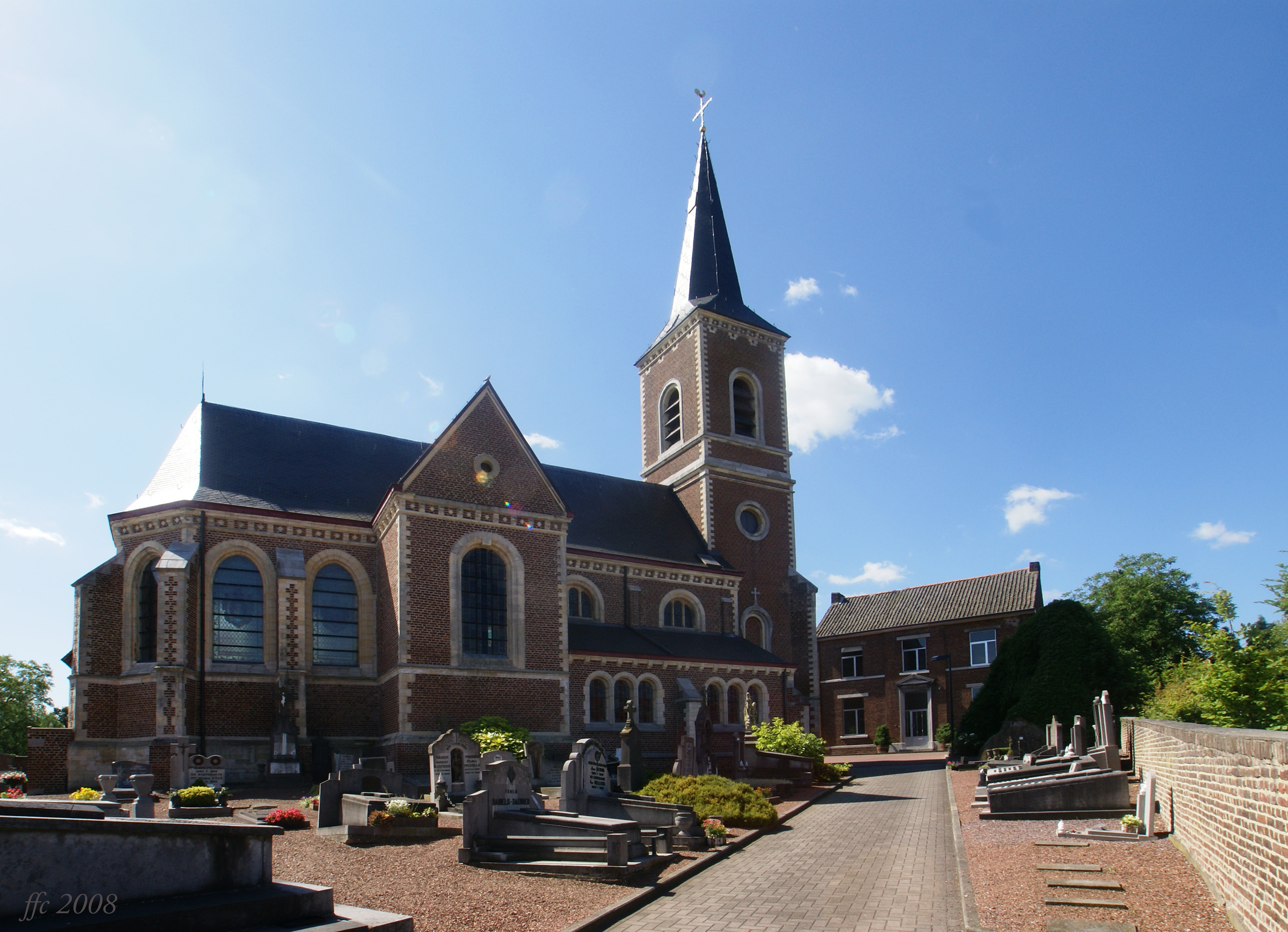
De Sint-Martinuskerk in Genoelselderen

De Ivoren van Genoelselderen zijn twee ivoren platen van beide 30 bij 18 cm die versierd zijn met opengewerkte decoraties. De twee platen bevinden zich in de collectie van de Koninklijke Musea voor Kunst en Geschiedenis in Brussel en zijn afkomstig uit de Sint-Martinuskerk in Genoelselderen. De panelen worden meestal gedateerd aan het eind van de 8e eeuw en stammen daarmee uit de Karolingische periode. Op de vraag waar het ivoorsnijwerk vervaardigd is, bestaat geen sluitend antwoord. Meest recent is gewezen op een mogelijke herkomst uit het hertogdom Beieren. Zeker is wel dat de panelen behoren tot de belangrijkste vroegmiddeleeuwse kunstschatten.

## De ontdekking van de Ivoren
De Ivoren worden voor het eerst beschreven door de Engelse kunsthistoricus W.H. James Weale in 1859. Ze bevinden zich dan nog in de zuidelijke kapel van de Sint-Martinuskerk in Genoelselderen. Ze werden op dat moment gebruikt als decoratie van een verhoging op het altaar waarop het kerkelijk gerei werd uitgestald. Sinds wanneer de Ivoren in deze kerk aanwezig waren en hoe ze er terecht zijn gekomen is onbekend. Kort daarna komen ze in het bezit van de collegiale kerk van Tongeren. In 1865 wordt het kunstwerk verworven door de Koninklijke Musea voor Kunst en Geschiedenis. Eerst worden ze tentoongesteld in de Hallepoort maar tegenwoordig bevinden ze zich in de schatkamer van het Jubelparkmuseum.

## De voorstellingen

### Linkerpaneel
Het linkerpaneel toont een triomferende, jeugdige Christus. Achter zijn hoofd bevindt zich een nimbus met daarin het Latijnse woord REX (koning). In zijn linkerhand houdt hij een bijbel en in zijn rechter een kruisstaf die hij op zijn schouder laat rusten. Christus wordt geflankeerd en ondersteund door twee engelen. Met blote voeten vertrapt Christus vier demonische dieren, die het kwaad symboliseren. De inscriptie langs de rand verwijst hiernaar. Dit opschrift,
†VBI DNS AMBVLABIT SVPER ASPIDEM ET BASILISCV ET CONCVLABIT LEONE ET DRACONEM ("† Ubi Dominus ambulabit super aspidem et basiliscum et conculcabit leonem et draconem" - "Waar God zal treden op adder en basilisk en de leeuw en de draak zal vertrappen"), is ontleend aan psalm 91, vers 13. Ook de ondersteunende engelen worden in deze psalm (vers 11-12) beschreven. Het gehele paneel wordt omzoomd met een randversiering met een diagonaal sleutelvormig patroon.

### Rechterpaneel
Het rechterpaneel bestaat uit twee boven elkaar geplaatste scènes: de annunciatie en de visitatie. De linkerbovenhoek van dit paneel ontbreekt. De beide voorstellingen worden omzoomd met een decoratie van vlechtwerk in de vorm van rozetten. In de annunciatie-scène zit Maria centraal op een troon. Van links nadert Gabriël met in zijn hand de boodschappersstaf. Met zijn andere hand reikt hij naar Maria's voorhoofd. Maria heeft nog de spinrok vast waarmee ze draad aan het vervaardigen was voor de nieuwe voorhang van de tempel. De annunciatie wordt als zodanig beschreven in het apocriefe Proto-Evangelie van Jacobus. De bediende rechts die een gordijn opzij trekt verwijst ook naar deze specifieke beschrijving. Op de achtergrond zijn twee gebouwen te zien met frontons en een Korinthisch kapiteel. De inscriptie boven de voorstelling luidt: BI GABRIHEL VENIT AD MARIAM ("† Ubi Gabriel venit ad Mariam" - "Waar Gabriël naar Maria is gekomen").
In de visitatie-scène omhelzen Maria en Elisabet elkaar en drukken hun wangen tegen elkaar. De twee zijdelings geplaatste figuren worden meestal geïnterpreteerd als de verkondiging van de geboorte van Johannes de Doper aan Zacharias. Links bevindt zich dan de engel en rechts Zacharias. De scène wordt verduidelijkt met een inscriptie: †VBI MARIAM SALVTAVIT ELISABETH ("† Ubi Mariam salutavit Elisabeth" - "Waar Elisabet Maria heeft gegroet").

## De oorspronkelijke functie
Hoewel de Ivoren met regelmaat worden aangeduid als de diptiek van Genoelselderen is er geen reden om aan te nemen dat de twee panelen daadwerkelijk in de vorm van een diptiek gefunctioneerd hebben. De beide platen zijn op verschillende plaatsen doorboord en waarschijnlijk waren ze door deze bevestigingsgaten gemonteerd op een (houten) ondergrond. Waarschijnlijk dienden ze als decoratie van een boekband, mogelijk van een evangeliarium.

## Hypothesen omtrent de herkomst
Aangezien de verblijfplaats van de panelen voorafgaand aan de ontdekking door James Weale onbekend is, biedt dit geen aanknopingspunten om te kunnen vaststellen waar het kunstwerk vervaardigd is. Een volgende complicerende factor is dat de Ivoren van Genoelselderen elementen uit verschillende regio's lijken te verenigen. Over de herkomst van de panelen bestaan dan ook vele verschillende theorieën, die uiteenvallen in drie richtingen.

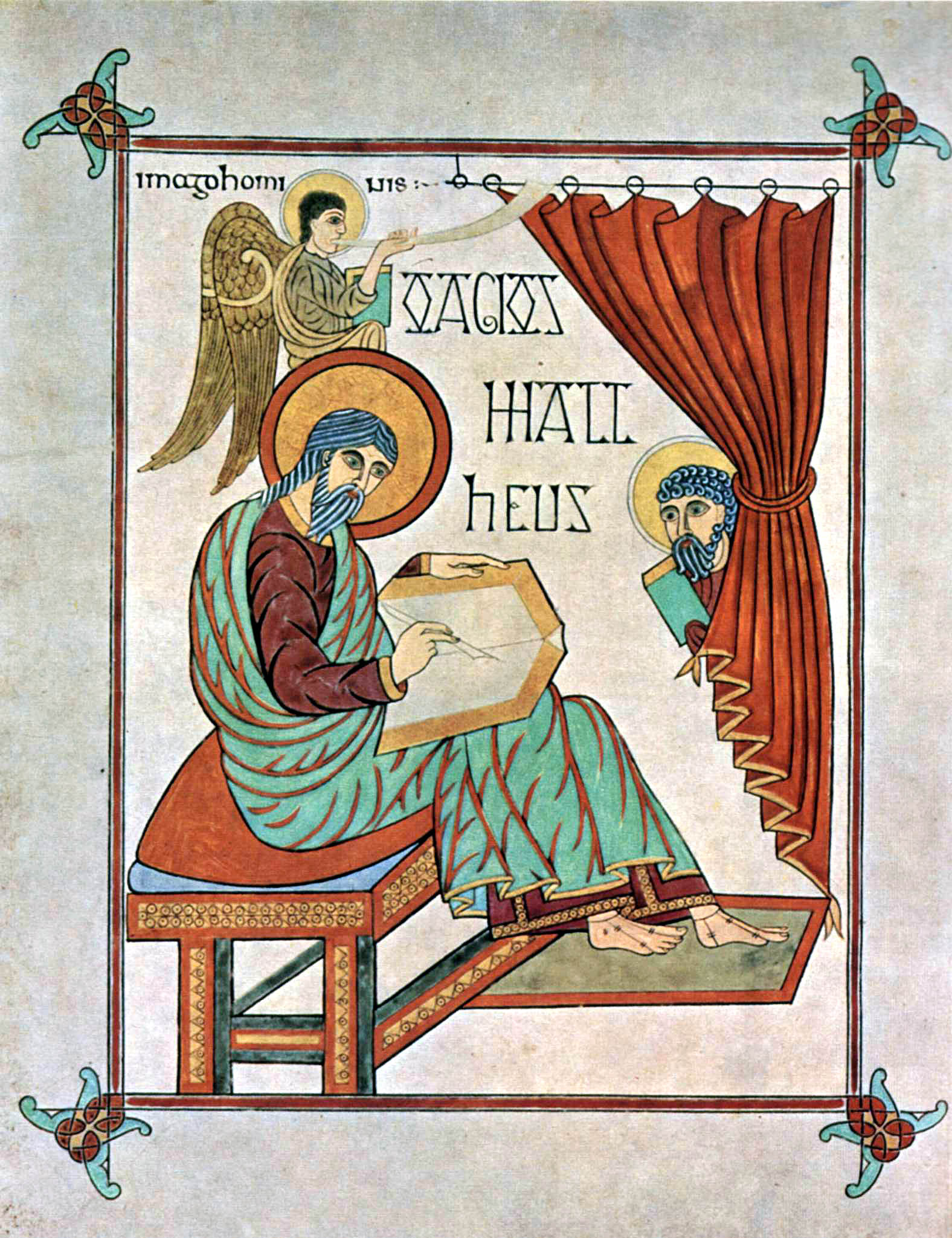
Miniatuur met de evangelist Matteüs (fol. 25v) in het Lindisfarne-evangeliarium met in typisch insulair schrift de tekst "Hagios Mattheus".

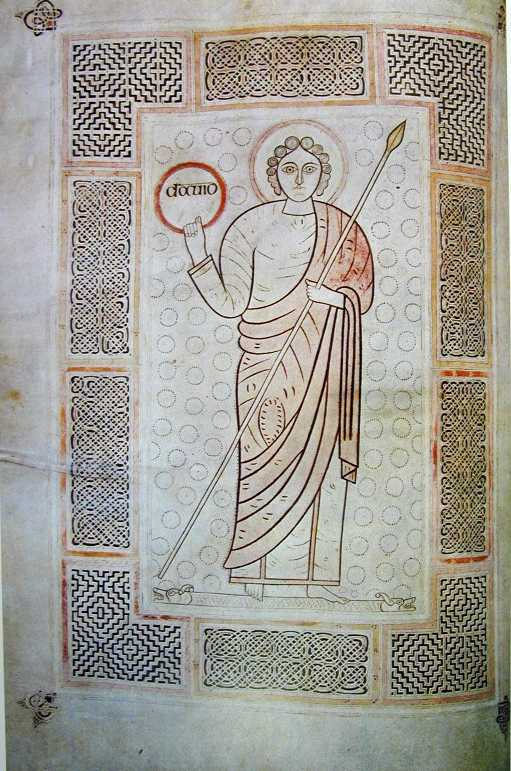
Miniatuur met David als overwinnaar (fol. 172v) in de Durham Cassiodorus met een randdecoratie vergelijkbaar met die van de ivoren panelen.

### Insulair
De veronderstelling dat de beide Ivoren afkomstig zijn uit Angelsaksisch Engeland is enerzijds gebaseerd op het gebruikte schrift van de inscripties. Dit schrift is typisch insulair, wat blijkt bij vergelijking met bijvoorbeeld het Lindisfarne-evangeliarium. Anderzijds is gewezen op overeenkomsten tussen de Ivoren en de randdecoraties en miniaturen van Angelsaksische manuscripten. Bij een vergelijking met de miniatuur van David in de zogenoemde Durham Cassiodorus vallen inderdaad de gelijkenissen in de randdecoratie op. Ook de langgerekte, lineair weergegeven figuur van David zelf lijkt op het eerste gezicht op de Christusfiguur in het linker ivoren paneel.
Toch is deze vermeende Engelse herkomst ook betwijfeld. Er is op gewezen dat door de Angelsaksische missies in vele scriptoria in West-Europa kopiisten werkzaam waren met een insulair handschrift en dat de aanwezigheid van een dergelijk schrift dus niet per se duidt op een productie in Engeland. Ook de als typisch insulair geldende randdecoraties werden vanaf de achtste eeuw regelmatig op het continent toegepast. Neuman De Vegvar wijst er ten slotte op dat de figuren in de Angelsaksische miniaturen en in de panelen bij nadere inspectie ook belangrijke verschillende vertonen.

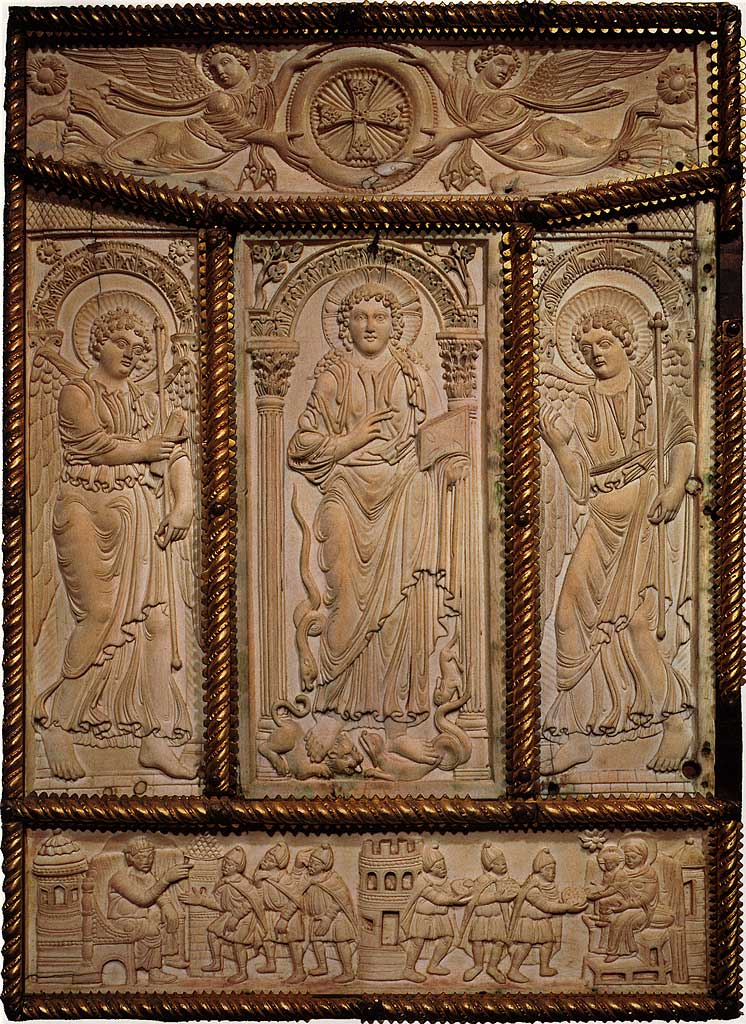
Ivoren decoratie (begin 9e eeuw) van de bovenste boekband van het evangeliarium van Lorsch.

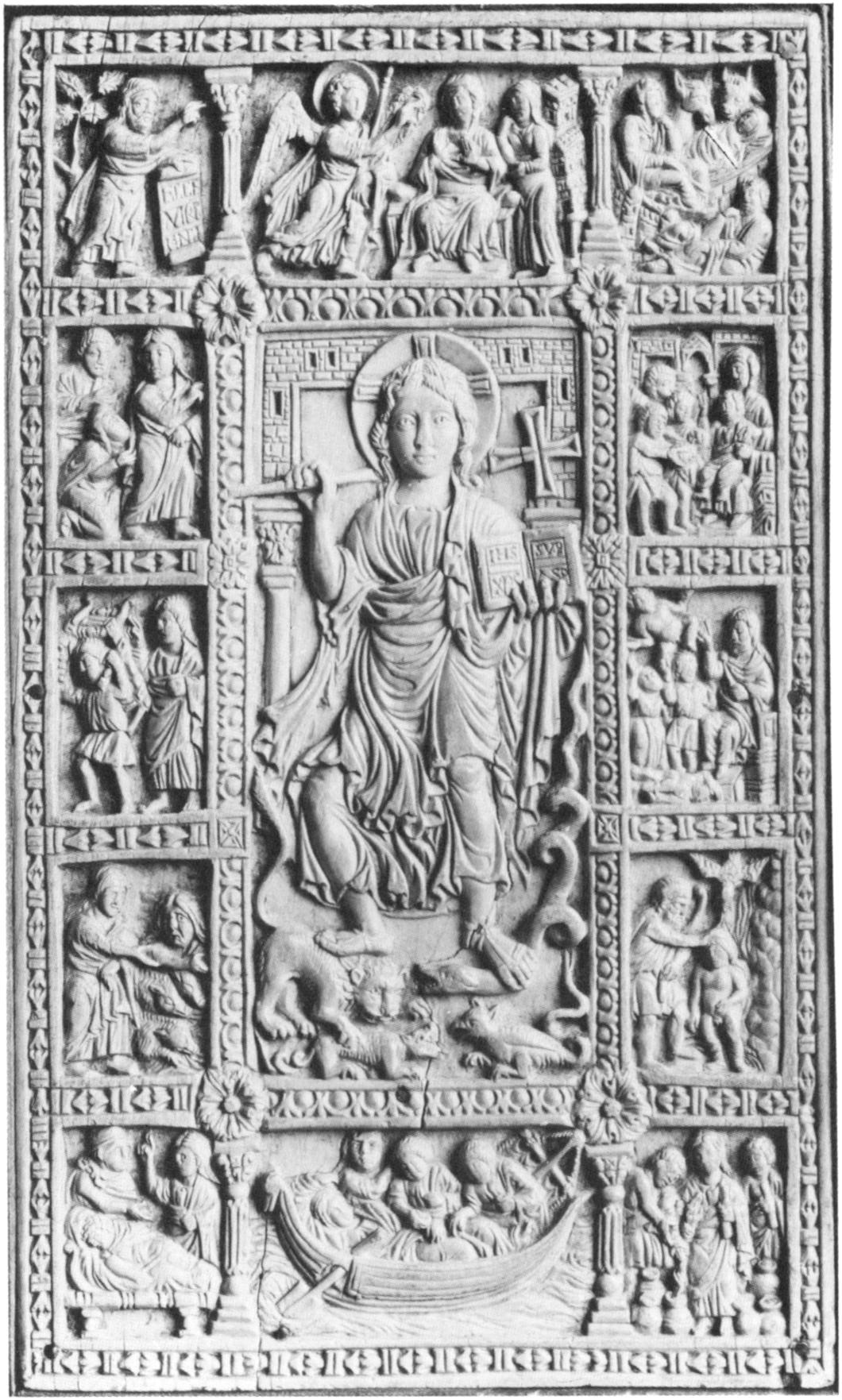
Ivoren decoratie (ca. 800) van de boekband van MS Douce 176 (Bodleian Library).

### Frankisch
Andere kenners veronderstellen dat de panelen in de omgeving van het Karolingische hof in Aken zijn vervaardigd. Hierbij wordt gewezen op iconografische overeenkomsten in de voorstellingen van het linkerpaneel en twee andere bewaard gebleven ivoren boekbanden die zeker in de nabijheid van het hof ontstonden. Alle drie tonen ze een triomferende Christus die de beesten vertrapt. De stilistische verschillen zijn echter groot. Deze beide boekbanden vertonen zeer duidelijke klassieke invloeden, zoals toegepast aan het hof van Karel de Grote tijdens de Karolingische renaissance. Bovendien werden dergelijke voorstellingen van de triomferende Christus ook elders vervaardigd.

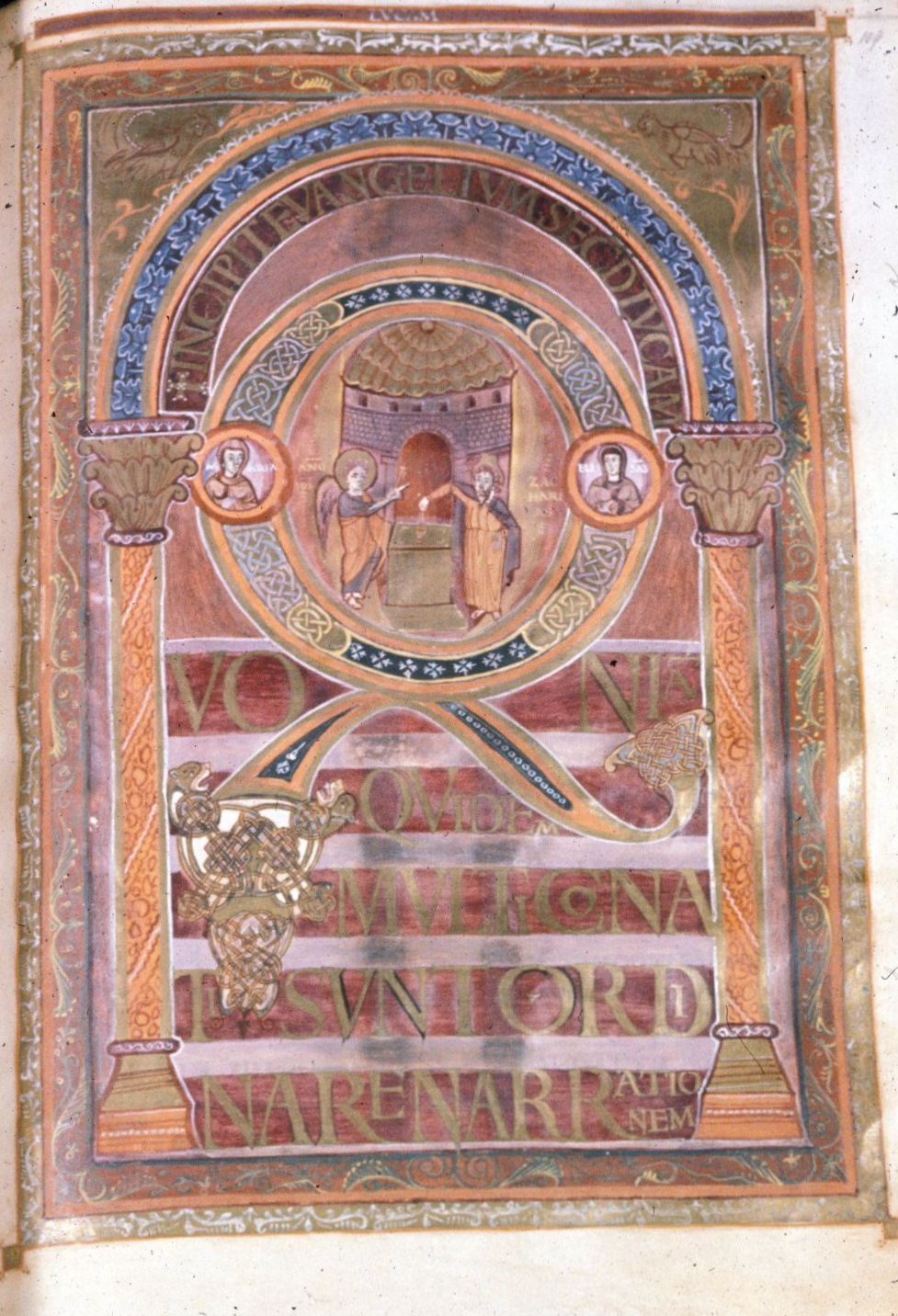
Fol. 109r. van het Harley evangeliarium (British Library, MS Harley 2788)

Een tweede reden om een Frankische herkomst te vermoeden is de aanwezigheid in het rechterpaneel van de verkondiging aan Zacharias in combinatie met de visitatie. Deze beide episodes zijn ook naast elkaar geplaatst in een miniatuur in een handschrift dat aan het scriptorium van het Karolingische hof werd vervaardigd. De bewuste miniatuur is de initiaal Q van "quoniam" waarmee het Evangelie volgens Lucas opent in het zogenoemde Harley evangeliarium. Dit evangeliarium is een van de handschriften van de Ada-groep, een aantal handschriften dat rond 800 ontstond aan de hofschool van Karel de Grote. In de miniatuur bevinden de engel en Zacharias zich bij een altaar centraal in de Q en Maria en Elisabet zijn in medaillons terzijde weergegeven. Onduidelijk is echter of dit samenvoegen van de twee scènes daadwerkelijk voor het eerst in de Karolingische hofschool werd toegepast of dat de Ivoren en het Harley evangeliarium op een andere, gemeenschappelijke bron teruggaan.

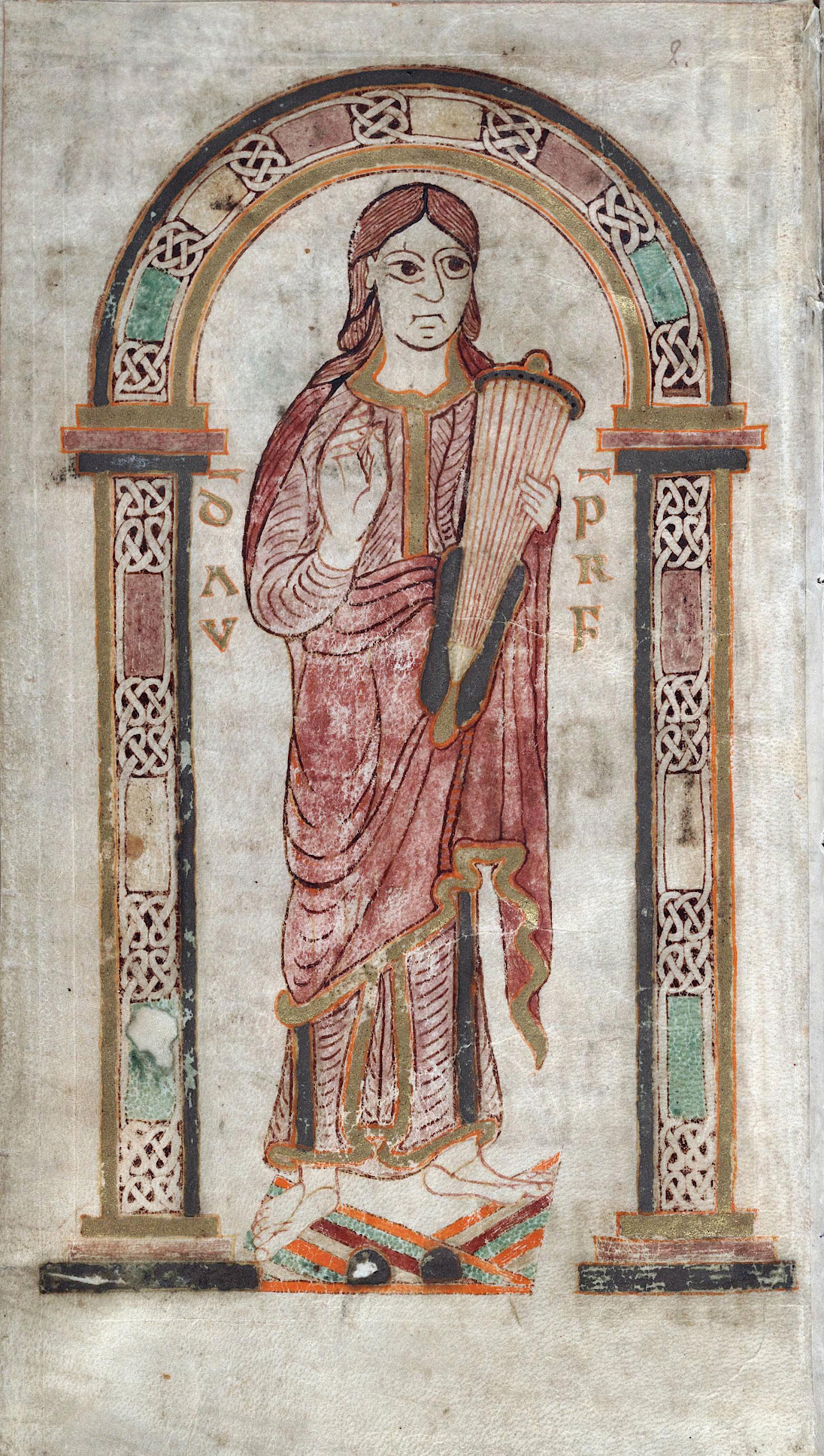
Miniatuur met koning David uit het Psalter van Montpellier vervaardigd in Mondsee rond 780.

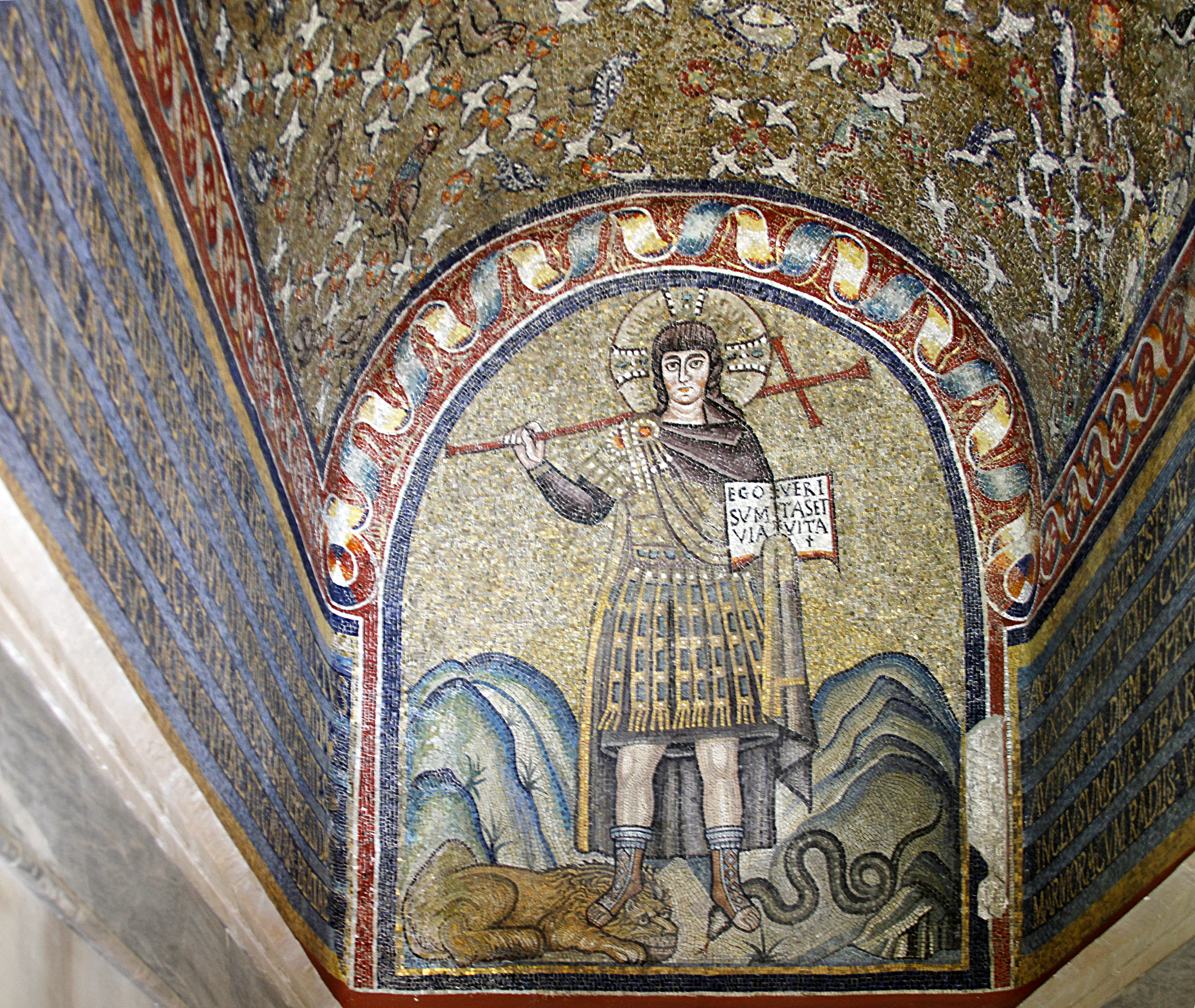
Vijfde-eeuwse mozaïek in de aartsbisschoppelijke kapel in Ravenna met de triomferende Christus die de beesten vertrapt.

### Beiers
Manuscripten die aan het eind van de achtste eeuw ontstaan zijn in het hertogdom Beieren vertonen sterke stilistische gelijkenis met de Ivoren van Genoelselderen. Onder de hertog Tassilo III kende Beieren kort voordat het ingelijfd werd bij het Karolingische rijk een grote culturele bloei met invloeden uit Noord-Italië en met Angelsaksische impulsen door de aanwezigheid van vele door Engelse monniken gestichte kloosters. Juist deze beide elementen zijn ook in de Ivoren herkend. De vormgeving wordt als typisch insulair gezien maar de voorstellingen juist kenmerkend voor het continent.
Een belangrijk handschrift dat uit Beieren afkomstig is, is het Psalter van Montpellier. Dit psalter ontleent zijn naam aan zijn huidige verblijfplaats maar werd vervaardigd in het klooster Mondsee in het tegenwoordige Opper-Oostenrijk. Er zijn verschillende parallellen aan te wijzen tussen de miniaturen in dit handschrift en de Ivoren van Genoelselderen: onder andere de lineaire tekening, de hoekige plooien van de kleding, de randdecoraties en de haardracht.
Omdat het Beierse vorstenhuis een dynastieke band had met het Lombardisch koninkrijk in Noord-Italië zou een herkomst uit Beieren ook de verschillende typisch Italiaanse elementen in de Ivoren kunnen verklaren.
Het motief van Christus die de beesten vertrapt is bijvoorbeeld afgeleid van Romeinse voorbeelden met afbeeldingen van de triomferende keizer. Het werd voor het eerst in een christelijke context gebruikt in mozaïeken in Ravenna. Daarna verspreidde de voorstelling van het thema zich over Europa. Ook voor de annunciatie en de visitatie zijn vergelijkbare vroege voorbeelden in Italië aan te wijzen. Ook de formulering van de inscripties, telkens beginnend met "Ubi", komt voornamelijk in Italië voor. Dit alles doet Neuman de Vegvar concluderen dat "de toepassing van Italiaansachtige elementen in zowel de iconografie, de inscripties als de stijl doet samen met de sterk niet-klassieke context van de Ivoren van Genoelselderen vermoeden dat ze zijn vervaardigd in een regio met toegang tot Italiaanse voorbeelden maar zonder een tendens om deze Italiaanse kunst stilistisch na te bootsen. Beieren lijkt aan deze omschrijving te voldoen.